# Собор Святого Колумбы
Собор Святого Колумбы (англ. St Columb's Cathedral) — один из двух англиканских соборов Церкви Ирландии в диоцезе Дерри и Рафо (второй — Собор Святого Юнана в Рафо), резиденция епископа Лондондерри и Рафо. Находится в Дерри в Северной Ирландии.

## История собора
В 1613 году король Яков I создал новое графство Лондондерри. Было также принято решение о строительстве нового города. Первым делом было решено соорудить собор, и Ирландская община Лондона отправила для будущего собора позолоченную серебряную чашу и поднос. Чаша до сих пор используется в соборе.
В 1614 году для собора был отправлен колокол. Строительство же началось в 1628 году. Возводили собор из камня, добытого в местных карьерах. Собор выдержан в готическом стиле. Открылся для прихожан собор в 1633 году и освящен в честь Святого Колумбы. Это был первый собор на Британских островах, построенный после Реформации.
Облик здания сохранялся без существенных изменений вплоть до 1776 года, когда башня была надстроена на 6,5 м, а также был сооружен каменный шпиль, что в общей сложности давало высоту башни в 67,5 м. Однако уже через 20 лет надстройка стала ветшать и её сняли, а башня была в 1802 году перестроена. Еще спустя 20 лет был добавлен шпиль. В 1825 году был удален южный портик, а в 1827 году была перестроена восточная башня. В 1861—1862 годы была произведена большая работа по обновлению интерьера собора. В 1887 году был доработан алтарь. В 1910 году был построен дом капитула.
В дальнейшем собор в основном сохранял свой облик, но страдал из-за бомб террористов. Значительные утраты понесли старинные витражи.